# 羽之浦站
羽之浦站（日语：／ Hanoura eki */?）是一位於日本德島縣阿南市羽之浦町宮倉羽之浦居內、隸屬於四國旅客鐵道（JR四國）的鐵路車站。車站編號為M09。本站是特急列車停車站，所有列車都會停靠。
過往有一條貨物支線由本站延伸至古庄貨物站，但已於1961年4月1日起停駛。

## 車站結構
設有單層木製站舍一座，1916年開業至今仍然保存的。設有站務室、候車大堂及洗手間。站舍內曾設有小賣店早於多年前已經停業。本站屬於業務委託站，由JR四國受訓中的非正式員工負責票務事宜，管理權為德島站。
設有島式月台1座，提供1面2線的配置，有效長度原為4輛，但因往德島方向的月台末端進行了無障礙斜道改善工程，其中約1輛長度被使用。因此現時有效長度為3輛。乘客沿斜道及路面平交道連接月台與站舍之間。月台亦設有有蓋候車亭，同樣位於月台末端向德島方向，長度大約為2輛列車長度。
2號月台路軌旁另設有側軌一條，是保線路軌。有需要時工程車可以在此停靠。兩邊的轉轍器並不相同，向德島方向為Ｙ型轉轍器，但往阿南方向側為避線式轉轍器，其中1號月台為主路軌，2號月台路軌為待避路軌。

### 月台配置
| 月台 | 路線    | 方向 | 目的地                                   | 備註                              |
| ---- | ------- | ---- | ---------------------------------------- | --------------------------------- |
| 1    | ■牟岐線 | 下行 | 阿南、牟岐、阿波海南方向                 | 主發月台，個別班次會於2號月台開出 |
| 2    | ■牟岐線 | 上行 | 德島、板野、阿波川島、穴吹、阿波池田方向 | 主發月台，個別班次會於1號月台開出 |

## 歷史
- 1916年12月15日：開業。
- 1936年3月27日：路線延長至桑野站，變為中途站，本站至古庄站的客運停止服務，改只提供貨運。
- 1936年7月1日：車站轉由日本國有鐵道營運。
- 1961年4月1日：牟岐線貨物支線（古庄支線）停止服務。
- 1987年4月1日：日本國鐵分割民營化，車站的營運由JR四國繼承。
- 2024年3月16日：終日無人化[3][1]。

## 歷年乘車人數
- 1125人（1995年度）
- 1076人（1996年度）
- 969人（1997年度）
- 937人（1998年度）
- 960人（1999年度）
- 968人（2000年度）
- 933人（2001年度）
- 857人（2002年度）
- 806人（2003年度）
- 770人（2004年度）
- 768人（2005年度）
- 786人（2006年度）
- 798人（2007年度）
- 777人（2008年度）
- 751人（2009年度）
- 745人（2010年度）

## 相鄰車站
四國旅客鐵道（JR四國）
■牟岐線
■普通
立江（M08）－羽之浦（M09）－西原（M10）

### 曾經存在的路線
日本國有鐵道（國鐵）
牟岐線貨物支線（古庄支線）
羽之浦－古庄

## 外部連結
- JR四國羽之浦站 （页面存档备份，存于）